# پتر هانسون
پتر هانسون (سوئدی: Petter Hansson؛ زادهٔ ۱۴ دسامبر ۱۹۷۶) بازیکن فوتبال اهل سوئد است.

## تیم ملی
وی همچنین در تیم ملی فوتبال سوئد بازی کرده است.